# Velódromo Olímpico (Atenas)
El Velódromo Olímpico de Atenas es una instalación deportiva que, durante los Juegos Olímpicos de 2004, acogió la competición de ciclismo en pista. Fue construido para la celebración de los Juegos Mediterráneos de 1991, pero años más tarde se reformó por completo de cara a las Olimpiadas de la capital griega.
Enclavado en el Complejo Olímpico de Deportes de Atenas (Grecia), este estadio cuenta con un aforo disponible para 5.250 personas, aunque dicha capacidad se vio reducida hasta los 3.300 asientos durante los eventos olímpicos. Su construcción concluyó el 30 de mayo de 2004 y fue inaugurado oficialmente el 30 de julio de ese mismo año.
La fachada del velódromo se caracteriza por una estructura de techos gemelos que cubre las tribunas a cada lado, en una obra diseñada por Santiago Calatrava. La pista, de madera de Afzelia, es de 250 m de largo y 7,5 m ancho.